# 李珊珊 (香港藝員)
李珊珊（Lee San San，1977年10月9日—），選美佳麗出身，為1996年度香港小姐競選冠軍及1997年度國際華裔小姐競選亞軍，歷史性成為英屬香港最後一位香港小姐。职业為模特兒及女演员，曾出演多部电视剧电影，以《鑑證實錄》系列中的小棠菜最令人印象深刻。2004年后逐漸淡出娛樂圈。2017年李珊珊患上驚恐症，兩年後戰勝症狀。

## 背景
李珊珊早年居住在葵涌新區，入讀深水埗德貞幼稚園、德貞小學以及德貞女子中學。她中七畢業前於1993年到場觀看其兄長李建文參加第二屆寶麗金卡拉OK模特兒大賽時，被林佩佩相中，於是經姑母推薦下應邀簽約林佩佩旗下接受演藝訓練，並獲林佩佩提名參選香港小姐，因而得到冠軍。 （页面存档备份，存于）而李珊珊的姑姑為香港作家李默。
李珊珊在1996年參加香港小姐競選，獲得冠軍、最上鏡小姐、最受傳播媒介歡迎獎及才藝小姐四個獎項，同年被称為是史上身材最好的香港小姐冠軍。她在1996年获得香港小姐冠軍名銜後加入電視圈。

## 感情生活
1998年，李珊珊與無綫電視藝員錢嘉樂戀愛拍拖。錢嘉樂與李珊珊的馬拉松戀愛，二人是由拍TVB電視劇《烈火雄心》開始戀愛。二人打破身材上的比例女比男高的藝員，以及年齡相差12年的阻隔，發展甜蜜戀情。但这段感情终究还是没有维持太久，在二人當時屢傳婚訊，由于錢嘉樂心急與李珊珊結婚，錢嘉樂于菲律宾当众在朋友起哄下當眾向李珊珊大胆求婚，李珊珊表现更模棱两可。但由於李珊珊對这起婚事拖延长久，最终在2007年，錢嘉樂與李珊珊二人陷入分手边缘，導致9年情結束，当时的錢嘉樂表現癡情等待復合。李珊珊跟錢嘉樂拍拖多年，2006年傳出兩人分手的消息，更有指是因為有線主持衛志豪的介入，令兩人落得分手收場。對於分手內情，兩人都一直都保持緘默，不願多談。
分手回復單身後的李珊珊，身體一直欠佳，經常受到濕疹的困擾。30上下的年龄，再次绯闻不绝、桃花不断的她，身邊不乏不同國籍的男性朋友，與芬蘭車神及前世界足球先生相繼傳出緋聞。凭着36E上围翻身的港姐冠军李珊珊，为纤体公司拍了一辑相当大胆的玩蛇广告硬照后，即成为无数男士的遐想对象，成为最受追捧的性感女神，取代钟欣桐（阿娇）拍摄纤体广告，穿着泳装拍广告。

## 私房照曝光
在2005年李珊珊手机是在《金像奖》前一天不见的，据称其中有许多朋友的电话号码、上百条涉及隐私的短信以及自拍私密照片，当时她也很担心有人会骚扰她的朋友，但没想到会当真。李珊珊私房照曝光，露胸艳照网上流传。李珊珊为了避免自己的隐私被曝光，第一时间选择了报警。

## 慈善拍賣港姐后冠
李珊珊在2016年6月2日，她當選1996年度香港小姐冠軍20周年當日，宣布慈善拍賣港姐后冠，所得收益撥充慈善，捐予六家慈善機構。

## 電視劇集
| 頻道           | 劇名           | 角色             | 性質       |
| -------------- | -------------- | ---------------- | ---------- |
| 無綫電視翡翠台 | 1997年         | 1997年           | 1997年     |
| 無綫電視翡翠台 | 鑑證實錄       | 蔡小棠（小棠菜） | 第二女主角 |
| 無綫電視翡翠台 | 1998年         |                  |            |
| 無綫電視翡翠台 | 烈火雄心       | 滕井悅           | 第三女主角 |
| 無綫電視翡翠台 | 1999年         |                  |            |
| 無綫電視翡翠台 | 寵物情緣       | 康小敏           | 第三女主角 |
| 無綫電視翡翠台 | 刑事偵緝檔案IV | 唐心如           | 第三女主角 |
| 無綫電視翡翠台 | 鑑證實錄II     | 蔡小棠（小棠菜） | 第二女主角 |
| 無綫電視翡翠台 | 2000年         |                  |            |
| 無綫電視翡翠台 | 撻出愛火花     | 何紫欣           | 第三女主角 |
| 無綫電視翡翠台 | 2002年         |                  |            |
| 無綫電視翡翠台 | 齊天大聖孫悟空 | 七寶羅傘         | 女配角     |

## 電視劇（有線電視）
- 2004年：《靈異偵緝檔案l、||》 飾 李嘉雯

## 電影
- 2000年 江湖告急
- 2001年 絕世好Bra
- 2001年 靚女差館
- 2002年 我左眼見到鬼
- 2003年 絕種好男人
- 2003年 忘不了

## 主持節目
- 《勁歌金曲》
- 《世界如此多Fun》
- 《康泰旅遊新、特、搜》
- 《康泰最緊要好玩》
- 《蔡瀾嘆世界》

## 音樂作品
- 兒歌：《樂觀派》
- 兒歌： (1997年版)

## 曾獲獎項

### 香港小姐（1996年）
- 香港小姐冠軍
- 最上鏡小姐
- 最受傳播媒介歡迎獎
- 才藝小姐

### 國際華裔小姐（1997年）
- 國際華裔小姐亞軍

## 外部連結
- 李珊珊的Facebook專頁
- 李珊珊的Instagram帳戶
- 李珊珊sansan的新浪微博
- 李珊珊sansan的新浪博客
- 李珊珊在香港影庫上的簡介

| 前任： 楊婉儀 | 香港小姐競選冠軍 1996年 | 繼任： 翁嘉穗 |

| 前任： 李嘉慧 | 香港小姐競選最上鏡小姐 1996年 | 繼任： 翁嘉穗 |